# 孔令晨
孔令晨（1951年—），河南许昌人，汉族，中华人民共和国政治人物、第十一届全国人民代表大会河南地区代表。
毕业于河南省委党校行政管理专业，是中共党员。担任河南省人大民族侨务、外事工委副主任。2008年起担任全国人大代表。